# Critobul (filòsof)
Critobul (llatí: Critobulus, en grec antic: Κριτόβουλος, «Kritóboulos»), fill de Critó, fou un filòsof grec deixeble de Sòcrates.
Sembla que va portar un mal estil de vida i no va aplicar els ensenyaments del seu mestre, segons diu el filòsof Èsquines.